# 都靈圍城戰 (1640年)
都靈圍城戰（法語：Siège de Turin）發生於1640年5月22日至9月20日，是法西战争和皮埃蒙特內戰兩場戰爭的重大戰役。當卡里尼亞諾親王率領的部隊攻占都靈時，支持攝政王法蘭西的克莉絲汀的法軍部隊撤退至城中的堡壘內並繼續戰鬥。一支由阿爾庫爾伯爵和蒂雷納子爵率領的法國-皮埃蒙特聯軍包圍了在城中的托馬索親王部隊。而西班牙的解圍部隊同時也在包圍法國軍隊。這場戰鬥最終以法國勝利，托馬索親王有條件的投降告終。

## 背景
1639年，卡里尼亞諾親王托馬索·法蘭西斯科和他的支持者攻佔了都靈，但支持攝政王克莉絲汀女親王的法軍繼續控制著城中的要塞。在此時期的圍城戰，城中的軍隊無法對城堡進行包圍，但反法聯軍設法解決這點。5月10日，阿爾庫爾伯爵和蒂雷納子爵的部隊在卡薩萊戰役後，於攝政王克里斯汀召集的軍隊的支持下，對都靈發起進攻，導致了17世紀最著名和複雜的軍事行動。法軍共有10,000人，而城中駐軍有12,000人。

## 圍城
在將守軍從大部分前哨擊退並建立了封鎖線後，法軍於5月22日開火。5月31日，米蘭總督萊加內斯侯爵率領的西班牙救援部隊接近法軍，儘管他擁有數量優勢，但卻不敢對法軍的防線發起全面進攻，只在法軍周圍盤踞，在個別地點發生了長達數週的交戰，儘管托馬索親王不斷給予壓力，救援部隊只有在7月中旬與法軍發生一次直接戰鬥，但被徹底擊退。此時在都靈中的托馬索親王在城外仍有一些哨所，並與西班牙軍隊保持聯繫以供應物資。但最後一個哨所在7月底被法軍攻破。隨後糧食短缺開始影響城中的駐軍，托馬索在7月23日和31日兩次嘗試突破封鎖，但皆失敗。此時的戰鬥已經變為四重圍攻，都靈的守軍正在包圍城中的要塞，而法軍正在包圍都靈中的守軍，最終西班牙軍隊正在包圍城外的法軍。

## 投降
在都靈中的部隊不得不考慮投降，在圍城期間一直與法軍保持對話的托馬索親王開始與法軍談判，法軍於9月16日同意停火，托馬索親王9月20日簽署投降書，法軍成功佔領都灵。9月24日，托馬索的部隊撤回伊夫雷亞。

## 註腳
1. 1 2 3  Longueville 1907，第29頁.